# هادي بارتوفي
هادي بارتوفي (بالإنجليزية: Hadi Partovi)‏ ولد عام 1972 في طهران وهو رجل أعمال إيراني-أمريكي. وهو المدير التنفيذي لمنظمة code.org الغير ربحية.

## طفولته وعائلته
ولد عام 1972 في طهران، إيران ولديه أخ توئم وهو علي بارتوفي.